# Wakimoto Kosei
Kosei Wakimoto (脇本晃成 Wakimoto Kōsei, sinh ngày 8 tháng 1 năm 1994 ở Hiroshima) là một cầu thủ bóng đá người Nhật Bản thi đấu cho Kataller Toyama.

## Thống kê câu lạc bộ
Cập nhật đến ngày 23 tháng 2 năm 2018.
| Thành tích câu lạc bộ | Thành tích câu lạc bộ | Thành tích câu lạc bộ | Giải vô địch | Giải vô địch | Cúp                   | Cúp                   | Tổng cộng | Tổng cộng |
| Mùa giải              | Câu lạc bộ            | Giải vô địch          | Số trận      | Bàn thắng    | Số trận               | Bàn thắng             | Số trận   | Bàn thắng |
| Nhật Bản              | Nhật Bản              | Nhật Bản              | Giải vô địch | Giải vô địch | Cúp Hoàng đế Nhật Bản | Cúp Hoàng đế Nhật Bản | Tổng cộng | Tổng cộng |
| --------------------- | --------------------- | --------------------- | ------------ | ------------ | --------------------- | --------------------- | --------- | --------- |
| 2016                  | Kataller Toyama       | J3 League             | 28           | 1            | 2                     | 0                     | 30        | 1         |
| 2017                  | Kataller Toyama       | J3 League             | 23           | 2            | 1                     | 0                     | 24        | 2         |
| Tổng cộng sự nghiệp   | Tổng cộng sự nghiệp   | Tổng cộng sự nghiệp   | 51           | 3            | 3                     | 0                     | 54        | 3         |